# Joseph E. Levine
Joseph Edward Levine (Boston, Massachusetts, Estados Unidos, 9 de septiembre de 1905 - Greenwich, Connecticut, Estados Unidos, 31 de julio de 1987) fue un productor de cine estadounidense. Estuvo involucrado en 497 películas como productor o distribuidor. Estos incluyeron Dos mujeres, El desprecio, La décima víctima, Matrimonio a la italiana, El león en invierno, Los productores, El graduado, El portero de noche, A Bridge Too Far y Conocimiento carnal entre otras. Levine también fue responsable de los lanzamientos en Estados Unidos de Godzilla, el rey de los monstruos, Atila y Hércules, lo que ayudó a revolucionar el marketing del cine estadounidense.

## Biografía

### Infancia y juventud
Levine nació en un barrio pobre de Boston, Massachusetts, siendo el menor de seis hijos de un sastre judío inmigrante de Rusia. Joe trabajó para ayudar a mantener a su madre, una viuda que se había vuelto a casar, solo para que abandone a su segundo marido. A los 14 años de edad fue contratado para trabajar a tiempo completo en una fábrica de ropa y dejó la escuela, para nunca volver a inscribirse.
En la década de 1920, en sociedad con dos de sus hermanos mayores, Joe abrió una tienda de ropa en el sótano, cuyo stock los hermanos Levine obtuvieron en consignación. También condujo brevemente una ambulancia, fabricó pequeñas estatuas de Daddy Grace, un evangelista afroamericano, y operó el Café Wonderbar en el barrio Back Bay de Boston, durante un período de principios a mediados de la década de 1930 .

### Madurez e inicio de la carrera
En 1937, Levine conoció a Rosalie Harrison, entonces cantante de la banda de Rudy Vallee, y dejó el negocio del restaurante por ella. Una semana después de su compromiso, ante la insistencia de Harrison, Levine vendió el Café Wonderbar. Se casaron al año siguiente y se mudaron a New Haven, Connecticut, donde Joe compró y dirigió una sala de cine. Finalmente, se convirtió en un exitoso, aunque pequeño, distribuidor y exhibidor en toda Nueva Inglaterra, comprando westerns "decrépitos" a precios bajos para sus salas de cine.

### Segunda Guerra Mundial y la doble sesión
La Segunda Guerra Mundial llevó a Levine a realizar una promoción casi jingoísta de la película Tierra devastada, que había sido filmada en China. Al alquilar el Teatro Shubert en su Boston natal, gastó grandes sumas de su propio dinero en anuncios de la película que él mismo redactó: dichos anuncios reflejaban el sentimiento antijaponés de la época y utilizaban un lenguaje que luego se consideraría ofensivo.
Levine descubrió que un programa doble formado por dos películas que compartiesen reparto o se parecieran en el título generaba mayores ingresos de taquilla. Esto lo llevó a presentar dos películas juntas cuando tenían títulos similares. Cuando, en 1956, compró la película Walk Into Paradise para su distribución, agregó más imágenes de jungla en el póster de promoción. Los bajos ingresos de taquilla lo llevaron a retitularlo como Walk Into Hell, lo que aumentó de manera espectacular su recaudación en taquilla.

### Carrera como productor

#### Nace Embassy Pictures
En 1956, el año en que llevó Walk Into Paradise a los Estados Unidos bajo el título Walk Into Hell, Levine fundó Embassy Pictures Corporation, un estudio independiente y distribuidor a cargo de películas como Godzilla, el rey de los monstruos, Atila y Hércules (ambas en 1958), Los insaciables (1964), Harlow (1965), El graduado (1967), El león en invierno (1968) y Un puente demasiado lejos (1977).

#### Promoción de Sofía Loren
Embassy Pictures comenzó a dedicarse a las películas de arte y ensayo, a menudo europeas, en la década de 1960. Durante esa década alcanzó la cima de su carrera y su prestigio, que supo mantener también en la década de 1970.
En 1961, Levine compró los derechos de distribución para Estados Unidos de Dos mujeres después de ver no más de tres minutos de sus "embestidas". No fue acreditado como "productor ejecutivo" de la película, que se basaba en una novela escrita por Alberto Moravia, dirigida por Vittorio de Sica y protagonizada por Jean-Paul Belmondo, Sophia Loren y Eleonora Brown, quienes, estas últimas, interpretaron respectivamente a una madre y su pequeña hija cuando la Segunda Guerra Mundial las obliga a huir de su hogar. Un segmento de la película muestra a madre e hija siendo violadas por goumiers de las tropas coloniales francesas durante las llamadas marocchinate.
La campaña promocional de Levine se centró en una fotografía fija, que mostraba a Loren, como la madre con un vestido roto, arrodillada en el suelo y llorando de rabia y pena. Al predecir que ganaría el premio Óscar a la mejor actriz por su actuación, Levine llevó a Loren a los Estados Unidos para entrevistas, compró espacio y colocó grandes anuncios en periódicos, y se aseguró de que Dos mujeres se proyectase en las ciudades donde residían los integrantes del jurado que decidía los Premios de la Academia.
Los esfuerzos de Levine dieron sus frutos cuando Loren se convirtió en el primer miembro del reparto de una película en idioma extranjero en ganar el Premio de la Academia a la mejor actriz. Se llegó a decir de él que "guió" a Dos mujeres hacia su máxima popularidad y éxito.

### Marcas conocidas
Levine se hizo famoso en la industria por sus campañas publicitarias a gran escala, que se iniciaron con Hércules en 1959. También es responsable de haber llevado la película japonesa Gojira al gran público estadounidense bajo el título Godzilla, King Of The Monsters! en 1956. Levine había contratado a Terry Turner, un experto en promoción de RKO Pictures de finales de los años veinte y treinta, donde había impulsado, entre otras, King Kong. Las campañas de promoción de Levine y Turner fueron diseñadas para atraer tanto al público en general como a la industria cinematográfica y al sector de 
la distribución.

## Final de carrera
Levine vendió en 1967 Embassy Pictures a Avco por U$S 40 millones. Más tarde calificó esto como un "error horrible que me hizo rico".

### Muerte
Levine murió el 31 de julio de 1987, en Greenwich, Connecticut, a la edad de 81 años. Además de su viuda Rosalie, le sobrevivieron su hijo Richard Levine, quien luego vivió en Greenwich, su hija Tricia Levine y dos nietos.

### Opiniones
«Tengo un don para apostar por directores y actores desconocidos y sacarle provecho a mi dinero», dijo Levine.
Levine dijo que su película favorita era El león en invierno (1968).

## Filmografía

### Créditos como productor
- Tatuaje al desnudo (1981)
- Magic (1978)
- Un puente demasiado lejos (1977)
- Lo chiamavano Trinità... (1970)
- El espía de la nariz fría (1966)
- Harlow, la rubia platino (1965)
- Adonde fue el amor (1964)
- Only One New York (documental) (1964)
- Los insaciables (1964)
- El desprecio (1963)
- El lienzo vacío (1963)
- Las maravillas de Aladino (1961)
- El rey de los piratas (1961)
- Gaslight Follies (documental) (1945)

#### Créditos como productor ejecutivo
- The Day of the Dolphin (1973)
- Thumb Tripping (1972)
- Rivals (1972)
- Trinity Is Still My Name (1971)
- Carnal Knowledge (1971)
- C.C. and Company (1970)
- Macho Callahan (1970)
- Soldier Blue (1970)
- The Adventurers (1970)
- Sunflower (1970)
- Don't Drink the Water (1969)
- Mad Monster Party? (1969)
- The Lion in Winter (1968)
- The Producers (no acreditado) (1968)
- The Graduate (1967)
- Robbery (1967)
- The Tiger and the Pussycat (1967)
- Woman Times Seven (1967)
- The Caper of the Golden Bulls (1967)
- The Idol (1966)
- A Man Called Adam (1966)
- The Daydreamer (1966)
- The Oscar (1966)
- Where the Bullets Fly (1966)
- Sands of the Kalahari (1965)
- Darling (no acreditado) (1965)
- The Second Best Secret Agent in the Whole Wide World (1965): Levine cambió el nombre de esta película por Licensed to Kill en su lanzamiento en Estados Unidos y agregó una canción principal interpretada por Sammy Davis, Jr.

### Joseph E. Levine presenta
- Marriage Italian-Style (sin acreditar) (1964)
- Santa Claus Conquers the Martians (1964): esta película marcó el debut en pantalla de Pia Zadora como uno de los niños.
- Zulu (1964)
- The Last Days of Sodom and Gomorrah (1962)
- Constantine and the Cross (1962)
- Boys' Night Out (1962)
- Long Day's Journey into Night (1962)
- Thief of Baghdad (1961)
- Dos mujeres (sin acreditar) (1960)
- Morgan the Pirate (1960)
- Jack the Ripper (1959): (Levine proporcionó una nueva banda sonora, con música compuesta por Pete Rugolo, y agregó color a una secuencia de sangre en la película en blanco y negro.)
- Tempi duri per i vampiri (1959)
- The fabulous world of Jules Verne (1957)
- Godzilla, King of the Monsters! (1956) "A Trans-World Release" (Embassy Pictures de Levine no acreditada, distribuida únicamente en el este de los Estados Unidos)
- Walk Into Paradise (1956) : Levine retituló el film como Walk into Hell, para el estreno en Estados Unidos en 1957.[6] "Joseph E. Levine en asociación con Terry Turner presenta"
- Attila: Scourge of God (1954) : lanzamiento en los Estados Unidos en 1958 (retitulado, Atila ) "Joseph E. Levine presenta" (primer crédito de presentador en solitario)

## Premios y reconocimientos
Premios Óscar
| Año  | Categoría      | Película            | Resultado |
| ---- | -------------- | ------------------- | --------- |
| 1969 | Mejor película | El león en invierno | Nominado  |

En 1964, Levine recibió el Premio Globo de Oro Cecil B. DeMille en honor a su trayectoria cinematográfica.

### Citas
"Puedes engañar a todas las personas si la publicidad es correcta".

### Cultura popular
En un número de Los Cuatro Fantásticos (# 48), The Thing menciona, al ver el cielo en llamas, que podría ser solo Joseph E. Levine anunciando una de sus películas.